# Enfisema sottocutaneo
L'enfisema sottocutaneo, in medicina, è una condizione per la quale del gas o dell'aria viene a trovarsi nello strato sotto la pelle. Poiché l'aria generalmente proviene dalla cavità toracica, l'enfisema sottocutaneo solitamente si verifica sul petto, sul collo e sul viso. Tale condizione presenta un caratteristico crepitio all'atto della palpazione della pelle, una sensazione che è stata descritta come simile a toccare dei Rice Krispies o della neve; questa sensazione di aria sotto la pelle viene conosciuta come crepitio sottocutaneo. Il rumore del crepitio è simile a quello prodotto dalla neve fresca quando la si calpesta.
Sono state descritte numerose eziologie di enfisema sottocutaneo. Nel 1819 René Laennec riconobbe lo pneumomediastino come entità medica in conseguenza di un trauma. Più tardi, nel 1939, presso il Johns Hopkins Hospital, il dottor Louis Hamman lo riscontrò nelle donne dopo il parto.
L'enfisema sottocutaneo può essere conseguenza di una perforazione di un organo dell'apparato respiratorio o gastrointestinale. In particolare nel torace e nel collo, l'aria può rimanere intrappolata a seguito di un trauma penetrante (ad esempio da una ferita d'arma da fuoco o da taglio) o contusivo. Un'infezione (ad esempio la gangrena gassosa) può causare l'intrappolamento del gas nei tessuti sottocutanei. L'enfisema sottocutaneo può essere causato anche da procedure mediche e condizioni patologiche che fanno sì che la pressione negli alveoli del polmone sia superiore a quella che si riscontra nei tessuti al di fuori di essi. Le cause più comuni sono lo pneumotorace e un drenaggio toracico occluso da un coagulo di sangue o da materiale fibroso. Può anche verificarsi spontaneamente a causa della rottura degli alveoli. Quando la condizione è dovuta ad un intervento chirurgico prende il nome di enfisema chirurgico. Il termine enfisema sottocutaneo spontaneo viene usato quando la causa non è chiara.  L'enfisema sottocutaneo non è tipicamente pericoloso in sé e per sé, tuttavia può essere un sintomo di condizioni sottostanti molto pericolose, come lo pneumotorace. Sebbene le condizioni sottostanti richiedano un trattamento, l'enfisema sottocutaneo di solito non lo richiede in quanto le piccole quantità d'aria vengono riassorbite dall'organismo. Tuttavia, possono esserci dei casi in cui interferisce con la respirazione e quindi viene spesso risolto rimuovendo l'aria dai tessuti utilizzando, ad esempio, aghi di grande diametro, incisioni cutanee o una cateterizzazione sottocutanea.

## Storia
La prima descrizione di un caso di enfisema sottocutaneo, dovuto alla presenza d'aria nel mediastino, venne fatto nel 1850 in un paziente che aveva tossito violentemente. Nel 1900, il primo caso registrato di enfisema sottocutaneo spontaneo fu riportato in un trombettista dei Royal Marines che avevano subito una estrazione dentale: suonare lo strumento aveva forzato l'aria attraverso il foro in cui si trovava il dente verso i tessuti del suo viso. Un altro caso di enfisema sottocutaneo spontaneo venne riscontrato in un sommergibilista della Marina degli Stati Uniti che aveva precedentemente devitalizzato un dente; l'aumento della pressione nel sottomarino aveva forzato l'aria attraverso il canale radicolare per poi andare sul suo viso. Negli ultimi anni è stato segnalato un caso all'ospedale universitario del Galles di un giovane che aveva tossito così violentemente da provocare la rottura nell'esofago con conseguente presentarsi di un enfisema sottocutaneo. La causa dell'enfisema sottocutaneo spontaneo è stata chiarita tra il 1939 e il 1944 da Macklin, contribuendo all'attuale comprensione della fisiopatologia della condizione.

## Segni e sintomi
I segni e sintomi dell'enfisema sottocutaneo variano in base alla causa, ma sono spesso associati a gonfiore al collo e al dolore al torace e possono comprendere anche mal di gola, dolore al collo, difficoltà nella deglutizione, respiro affannoso e difficoltà respiratorie. Una radiografia del torace può mostrare aria nel mediastino, al centro della cavità toracica. Un caso eclatante di enfisema sottocutaneo è facile da rilevare con la semplice palpazione della pelle sovrastante che appare al tatto come carta velina o neve. Infatti, toccando le bolle esse si muovono talvolta emettendo un crepitio. Le bolle d'aria, che sono indolori e sembrano piccoli noduli al tatto, possono esplodere quando vengono poste le dita sulla pelle sopra di esse. I tessuti che circondano l'enfisema solitamente appaiono gonfi. Quando grandi quantità di aria penetrano nei tessuti, il viso può gonfiarsi considerevolmente. In caso di enfisema sottocutaneo attorno al collo, potrebbe esserci una sensazione di gonfiore locale e il timbro della voce potrebbe cambiare. Se l'enfisema fosse particolarmente accentuato, esso potrebbe interferire con la respirazione. L'aria può viaggiare in molte parti del corpo, compreso l'addome e gli arti, poiché non vi sono separazioni nel tessuto adiposo nella pelle che le impediscano di muoversi.

## Eziologia

### Trauma
L'enfisema sottocutaneo può essere causato da un trauma fisico, sia di tipo contusivo che penetrante; spesso è il risultato di una ferita da accoltellamento o da arma da fuoco.  Spesso l'enfisema sottocutaneo si riscontra anche in coloro che hanno subito un incidente stradale a causa della forza dello schianto.
Il trauma toracico, una delle principali cause dell'enfisema sottocutaneo, può causare l'ingresso di aria sotto la cute del torace proveniente dal collo o dal polmone. Quando le membrane pleuriche vengono perforate, come accade nel caso di trauma penetrante del torace, l'aria può spostarsi dal polmone ai muscoli e al tessuto sottocutaneo. Quando gli alveoli polmonari si rompono, nei casi di lacerazione polmonare, l'aria può viaggiare sotto la pleura viscerale (la membrana che riveste il polmone) per poi arrivare alla parete toracica dopo essere passata dall'ilo del polmone, dalla trachea e dal collo. La condizione può anche verificarsi quando una costa fratturata fora un polmone; infatti, il 27% dei pazienti con fratture costali accusa anche un enfisema sottocutaneo. Le fratture costali possono lacerare la pleura parietale, la membrana che riveste l'interno della parete toracica, consentendo all'aria di fuoriuscire nei tessuti sottocutanei.
L'enfisema sottocutaneo si trova frequentemente nei casi di pneumotorace (aria al di fuori del polmone nella cavità toracica) e può anche derivare da aria presente nel mediastino (pneumomediastino) e da uno pneumopericardio (aria nel pericardio, la membrana intorno al cuore). Uno pneumotorace iperteso, in cui l'aria si accumula nella cavità pleurica ed esercita pressione sugli organi all'interno del torace, rende più probabile che l'aria entri nei tessuti sottocutanei attraverso la pleura lacerata da una costa rotta. Quando l'enfisema sottocutaneo è causato da uno pneumotorace, l'aria può entrare nei tessuti compresi quelli del viso, del collo, del torace, delle ascelle o dell'addome.
Lo pneumomediastino può derivare da una serie di eventi. Ad esempio, l'aspirazione di corpi estranei, in cui viene inalato un oggetto che può causare pneumomediastino (e portare a enfisema sottocutaneo) perforando le vie aeree o aumentando la pressione in un polmone tanto da causarne la rottura.
L'enfisema sottocutaneo della parete toracica è comunemente tra i primi segni di comparsa di barotrauma, danno causato da un'eccessiva pressione, ed è un'indicazione che il polmone è stato sottoposto ad un barotrauma significativo. Pertanto il fenomeno può verificarsi in caso di ferite subacquee.
Anche traumi a organi del sistema respiratorio diversi dai polmoni, come la rottura di un bronco, possono causare enfisema sottocutaneo. L'aria può spostarsi verso l'alto al collo a seguito di uno pneumomediastino risultante da una rottura bronchiale, o verso il basso dopo una lacerazione della trachea lacerata o della laringe, verso i tessuti molli del torace. Può anche verificarsi a seguito di fratture delle ossa facciali, neoplasie, durante attacchi di asma, dopo una manovra di Heimlich e durante il parto.

### Iatrogenesi
Talvolta, l'enfiema sottocutaneo, può essere causata da alcuni tipi di intervento chirurgico; per esempio non è insolito come conseguenza di una procedura di chirurgia toracica. Può anche verificarsi in seguito a un intervento chirurgico intorno all'esofago ed è particolarmente probabile dopo un intervento di lunga durata. Altre cause iatrogene potenziali sono la ventilazione a pressione positiva, eseguita per qualsiasi motivo e con qualsiasi tecnica. Può anche verificarsi a seguito di chirurgia orale, laparoscopia, e cricotirotomia. In una pneumectomia, in cui viene rimosso un polmone intero, il moncone bronchiale rimanente può perdere aria, una condizione rara ma molto grave che porta al progressivo instaurarsi di un enfisema sottocutaneo. L'aria può fuoriuscire dallo spazio pleurico attraverso un'incisione praticata per una toracotomia che causa l'enfisema sottocutaneo. In rare occasioni, la condizione può derivare dopo un intervento di chirurgia odontoiatrica, solitamente a causa dell'uso di strumenti ad alta velocità che sono azionati dall'aria. Questi casi si traducono in un rigonfiamento indolore del viso e del collo, con un esordio immediato, la percezione di un crepitio (suono sgranocchiato) tipico dell'enfisema sottocutaneo e spesso con aria sottocutanea visibile ai raggi X.
Una delle cause principali dell'enfisema sottocutaneo, insieme allo pneumotorace, è un drenaggio toracico che funziona in modo improprio. Quindi l'enfisema sottocutaneo è spesso un segno che qualcosa non va con esso, in particolare potrebbe essere ostruito, bloccato o fuori posto.
Quando si verifica un enfisema sottocutaneo in un paziente sottoposto a ventilazione meccanica, si ha un'indicazione che la ventilazione potrebbe aver causato uno pneumotorace. Non è insolito che l'enfisema sottocutaneo sia il risultato di una ventilazione a pressione positiva. Un'altra possibile causa è la rottura della trachea. La trachea può subire una perforazione in seguito a tracheostomia o a intubazione tracheale. In caso di trauma cranico, grandi quantità di aria possono entrare nello spazio sottocutaneo.

### Infezione
L'aria può essere intrappolata sotto la cute a seguito di infezioni necrotizzanti come la gangrena, L'enfisema sottocutaneo è anche considerato un segno distintivo della gangrena di Fournier. Sintomi di enfisema sottocutaneo possono verificarsi quando organismi infettivi producono gas per fermentazione. Quando l'enfisema si manifesta a causa dell'infezione, sono presenti anche segni di infezione sistemica, cioè che si è diffusa oltre la posizione iniziale.

## Fisiopatologia
L'aria è in grado di viaggiare verso i tessuti molli del collo dal mediastino e dal retroperitoneo (lo spazio dietro la cavità addominale) poiché queste aree sono collegate da piani fasciali. Dai polmoni perforati o dalle vie aeree, l'aria percorre le guaine perivascolari e il mediastino, dal quale può entrare nei tessuti sottocutanei.
Si pensa che l'enfisema sottocutaneo spontaneo sia causato da un aumento della pressione polmonare che causa la rottura degli alveoli. Nell'enfisema sottocutaneo spontaneo, l'aria viaggia dagli alveoli rotti nell'interstizio e lungo i vasi sanguigni del polmone, nel mediastino e da lì nei tessuti del collo o della testa.

## Diagnosi
I casi più eclatanti di enfisema sottocutaneo sono facili da diagnosticare per via dei segni caratteristici della condizione. In alcuni casi, tuttavia, i segni appaiono più sfumati rendendo così la diagnosi più difficile. L'imaging biomedico viene utilizzato per formulare la diagnosi o per confermarne una già formulata utilizzando i segni clinici. Su una radiografia del torace, l'enfisema sottocutaneo può essere visto come striature radiotrasparenti. L'aria presente nei tessuti sottocutanei può, sulla radiografia, potenzialmente oscurare condizioni gravi come lo pneumotorace. La sua presenza può anche ridurre l'efficacia dell'ecografia. L'enfisema sottocutaneo può anche essere visto grazie alla tomografia computerizzata (TC), con le sacche d'aria che appaiono come aree scure. La scansione TC è talmente sensibile da rendere possibile individuare il punto esatto da cui l'aria entra nei tessuti molli.
La presenza di enfisema sottocutaneo in una persona che appare in cattive condizioni e febbrile dopo il vomito seguito da dolore al petto sinistro è molto indicativa della diagnosi della sindrome di Boerhaave, che è un'emergenza potenzialmente letale causata dalla rottura della porzione distale dell'esofago.

## Trattamento
L'enfisema sottocutaneo è generalmente una condizione benigna. La maggior parte dei casi non richiede un trattamento, sebbene possano richiederlo le condizioni che lo hanno causato); tuttavia, se la quantità di aria è ingente, la condizione può interferire con la respirazione che risulta difficoltosa. Occasionalmente può progredire a "enfisema sottocutaneo massiccio", una situazione che deve essere risolta tramite un drenaggio chirurgico. Quando la quantità di aria espulsa dalle vie aeree o dai polmoni diventa ingente, di solito a causa della ventilazione a pressione positiva, le palpebre si gonfiano così tanto che il paziente non riesce a vedere. La pressione dell'aria può impedire anche la perfusione sanguigna alle areole del torace e alla pelle dello scroto o delle labbra portando alla necrosi della cute in queste aree. Quest'ultime sono situazioni urgenti che richiedono una decompressione rapida e adeguata. I casi gravi possono comprimere anche la trachea e quindi necessitare di un immediato trattamento.
Nei casi più gravi di enfisema sottocutaneo, possono essere inseriti dei cateteri nel tessuto sottocutaneo al fine di espellere l'aria. Piccoli tagli o "buchi" possono essere fatti nella cute per rilasciare i gas. Quando l'enfisema sottocutaneo si verifica a causa di uno pneumotorace, si ricorre spesso ad un drenaggio toracico al fine di eliminare la fonte di aria che entra nello spazio sottocutaneo. Se il volume di aria sottocutanea è in aumento, è possibile che il drenaggio toracico non stia rimuovendo l'aria abbastanza rapidamente, quindi necessita di essere sostituito con uno più grande. Puo anche essere applicata una aspirazione al drenaggio al fine di rimuovere l'aria più velocemente. La progressione della condizione può essere monitorata segnando i confini con una matita speciale per la marcatura sulla pelle.
Poiché la gestione di solito comporta il trattamento della condizione sottostante, i casi di enfisema sottocutaneo spontaneo possono richiedere nient'altro che il riposo a letto, farmaci per lenire il dolore e, in taluni casi, la somministrazione di ossigeno supplementare. Infatti, la respirazione di aria con una percentuale di ossigeno maggiore può aiutare il corpo ad assorbire più rapidamente i gas sottocutanei.

## Prognosi
L'aria nel tessuto sottocutaneo di solito non rappresenta una minaccia letale; piccole quantità d'aria vengono riassorbite dal corpo. Una volta risolto lo pneumotorace o lo pneumomediastino che hanno causato la condizione, con o senza intervento medico, l'enfisema sottocutaneo di solito si risolve. Tuttavia, l'enfisema sottocutaneo spontaneo può, in rari casi, evolvere fino a una condizione pericolosa per la vita, mentre quello dovuto alla ventilazione meccanica può indurre insufficienza respiratoria.